# Sword of the Berserk: Guts' Rage
Sword of the Berserk: Guts' Rage, lanzado en Japón como Berserk Arco del Halcón Milenario: Capítulo de las Flores Perdidas (ベルセルク 千年帝国の鷹篇 喪失花の章 Beruseruku Mireniamu Farukon Hen Wasurebana no Shō?), es un videojuego de tipo hack and slash y acción para la consola Dreamcast, basado en el popular manga Berserk de Kentarō Miura. El juego se sitúa entre los tomos 21 y 23 del manga, justo después de que Guts y Puck viajan a Elfhelm con Casca, pero antes que Farnese, Serpico e Isidro los alcanzaran. La música la compuso Susumu Hirasawa, quien fue el mismo que compuso la música de la serie anime.
Lanzado en la misma época que el famoso juego Shenmue, Sword of the Berserk destaca por el buen uso de los «quick time events» (QTE). Este es usado para determinar las diferentes opciones no lineales que el jugador tiene: dependiendo si el jugador acierta o falla al presionar ciertos botones en un breve tiempo, llevándolo a diferentes formas de terminar el juego.

## Argumento
Tras salvar a una viajera circense llamada Rita de unos bandidos, Guts, Casca y Puck van a dormir a una pequeña ciudad. Cuando llegan, notan que existe una enfermedad que transforma las víctimas en «mandragoranos», haciéndolos que se vuelvan locos, matando a la gente (incluso a sus seres queridos) sin pensar. Más adelante, el gobernante de la ciudad, Balzac, le muestra a Guts una sala donde tiene a varios de los infectados. Balzac dice que está buscando una supuesta cura, este cuenta que la enfermedad viene de una rara planta llamada mandrágora que crece en los subterráneos en una ciudad cercana, la cual tiene brazos y piernas y grita cuando se le desentierra, matando a quien la escucha directamente.
Balzac le pide a Guts que vaya a la aldea infectada y recupere el corazón desde el Gran Árbol (Great Tree) y Guts se pone en marcha, también con la idea de que quizá pueda curar a Casca de su locura. Guts viaja junto a Rita a la aldea donde se encuentra con Eriza, una monja que cuida de los infectados por las mandrágoras, Eriza narra a Guts y a Rita la historia de Niko, un niño pobre poseedor de un Beherit que murió en las escaleras de su iglesia. Tras esto, Eriza huye negándose a entregar el corazón y ayudarlos. Cuando Guts y Rita se adentran en la iglesia para buscarla, descubren no sólo que ella también está infectada, sino que protege a Niko, ahora como el corazón del Gran Árbol. Atacando a Guts con esporas desde su espalda, inicia una pelea contra ambos. Cuando esta acaba, el cuerpo de Niko se desprende del árbol. Al salir de la iglesia, ésta ve horrorizada cómo los habitantes del pueblo están siendo masacrados por los soldados de Balzac. Temiendo que la batalla nunca tendrá fin, corre hacia las llamas que cubren el pueblo y se suicida con el cuerpo de Niko en sus brazos, dejando a su paso el Beherit de Niko, que es recogido por Rita sin que Guts se dé cuenta.
El encuentro entre los soldados y Guts es interrumpido en seco por Nosferatu Zodd. Guts le pregunta cuáles son los planes de Griffith, pero Zodd sólo quiere luchar. Tras una reñida lucha, Guts hiere a Zodd. Antes de que este último se marche le da entender a Guts que Griffith está formando un "ejército de monstruos". Finalmente, Guts obtiene el corazón del Gran Árbol. Cuando regresa a la ciudad, se entera de la verdad: Balzac sólo quiere usar el corazón para convertirse en una versión más «avanzada» de un mandragorano. Entonces Guts decide librar al pueblo tanto de la mandrágora y de Balzac, el líder tirano de la ciudad. Balzac revela que él utilizó una muestra del corazón del Gran Árbol en su esposa, que está pasando por un trauma muy similar al de Casca. Balzac luego toma una muestra del corazón y se transforma en un «zombi mandragorano». Guts deja moribundo a Balzac, pero una mandrágora gigante se apodera de Casca e irónicamente encuentra la cura temporalmente y recupera su cordura, siendo capaz de hablar con Guts sobre cómo ella tenía una pesadilla antes de volver a perder la memoria. En su desesperación, Balzac se las arregla para tomar el Beherit que a Rita se le había caído accidentalmente y sacrificar a su esposa ante la Mano de Dios. Así, se transforma en un híbrido apóstol-mandragorano. Guts finalmente mata a Balzac y se despide de Rita ya que él se marcha a otro viaje. Al final del juego, aparece Skull Knight y consume el Beherit usado por Balzac. Esto sucede justo antes del tomo 23 del manga.

## Personajes
- Michael Bell como Guts
- Cam Clarke como Puck
- B.J. Ward como Erica
- Paula Tiso como Rita/Annette
- Susan Blakeslee como la esposa de Dunteth
- Paul Eiding como Dunteth/Gyove
- Earl Boen como Balzac (nota: Tony Jay es a menudo confundido que es la voz de Balzac debido a que ambos actores tienen la misma voz de barítono.)
- Peter Lurie como Zodd

## Banda sonora
BERSERK ~Millennium Falcon Hen Wasurebana no Shō~ Original Game Soundtrack (ベルセルク 千年帝国の鷹篇 喪失花の章 Original Game Soundtrack Beruseruku Mireniamu Farukon Hen Wasurebana no Shō Orijinaru Gēmu Saundotorakku?) marca el regreso de Susumu Hirasawa, el compositor de la banda sonora del primer anime de Berserk. A diferencia del anime, Hirasawa compuso en el videojuego el tema de apertura FORCES II y el de cierre, INDRA (coincidentemente, Hirasawa comenzó su carrera de músico con una banda llamada «Mandrake», y ellos tenían una canción llamada «Mandragora»). «ZODDO II» tiene un parecido a la canción Immortal Man de su álbum Virtual Rabbit de 1991 y es un tanto distinta al tema «Fear/Monster» del anime. Hirasawa más tarde compuso el tema de apertura y cierre del videojuego de PS2 BERSERK ~Hawk of the Millennium Empire Arc: Chapter of the Holy Demon War~ y la canción principal de las películas de Berserk: la Edad de Oro y el segundo anime. La primera edición limitada de la banda sonora venía con un calendario de Berserk del año 2000 y pegatinas coleccionables. La contraportada del disco muestra el busto dibujado del propio Hirasawa.

Todas las canciones escritas y compuestas por Susumu Hirasawa, excepto los temas 4, 6, 7, 8 y 10 que las compusieron Masaya Imoto y Hiromi Murakami. 
| N.º | Título                                                  | Duración |  |
| 1.  | «FORCES II»                                             | 3:55     |  |
| 2.  | «Nico (ニコ?)»                                          | 3:43     |  |
| 3.  | «Blood Obsession (血の執着 Chi no Shūchaku?)»           | 3:29     |  |
| 4.  | «Introduction (イントロダクション?)»                    | 4:07     |  |
| 5.  | «Sister Talk (シスターの語り Sister no Katari?)»        | 3:30     |  |
| 6.  | «To the Castle (城へ Shiro e?)»                         | 2:25     |  |
| 7.  | «Balzac (バルザック?)»                                  | 3:22     |  |
| 8.  | «Theme of Annette (アネットのテーマ Annette no Theme?)» | 1:12     |  |
| 9.  | «ZODDO II»                                              | 3:14     |  |
| 10. | «Parasite (パラサイト?)»                                | 3:05     |  |
| 11. | «Great Tree (大樹 Taiju?)»                              | 3:39     |  |
| 12. | «Apostle (使徒 Shito?)»                                 | 2:07     |  |
| 13. | «INDRA»                                                 | 4:42     |  |

Además de los temas incluidos en la banda sonora, hay composiciones presentes en el juego que nunca fueron oficialmente lanzadas. Estas entonces se sacaron del GD-ROM del juego y se pusieron públicamente en Internet.
1. Menú
2. Castle Engulfed in Chaos I
3. The City at Night
4. Resistance Hideout
5. Flow of Blood
6. Danger I
7. Under the Church
8. Castle Engulfed in Chaos II
9. Giant Tentacle Corridor
10. The Burning City
11. Fight I
12. Puck
13. City
14. In the Laboratory
15. Shadow of Moonlit Night
16. Balzac Death
17. Evil Intent
18. Mandragora Possession
19. Attack I
20. Sorrow
21. A Few Thoughts I
22. A Few Thoughts II
23. Pain
24. Torture
25. Unknown
26. Balzac Palace
27. Danger II
28. Epilogue
29. Smell of Death
30. Decay I
31. Decay II
32. Berserk I
33. Berserk II
34. Fight II
35. Attack II
36. Meeting
37. Puck's Game
38. Job Battle
39. Disciple

## Recepción
Al publicarse, la revista Famitsu la puntuó con una nota 30 de 40.